# Couvent des Minimes de la Seigne
Le couvent des Minimes de la Seigne est un ancien couvent situé à Montlebon, non loin de Morteau, dans le département du Doubs en France. 

## Géographie
Le couvent est situé sur la commune de Montlebon dans le massif du Jura. Le couvent occupe une place surélevée par rapport au lit du Doubs qui le sépare de Morteau.  

## Histoire

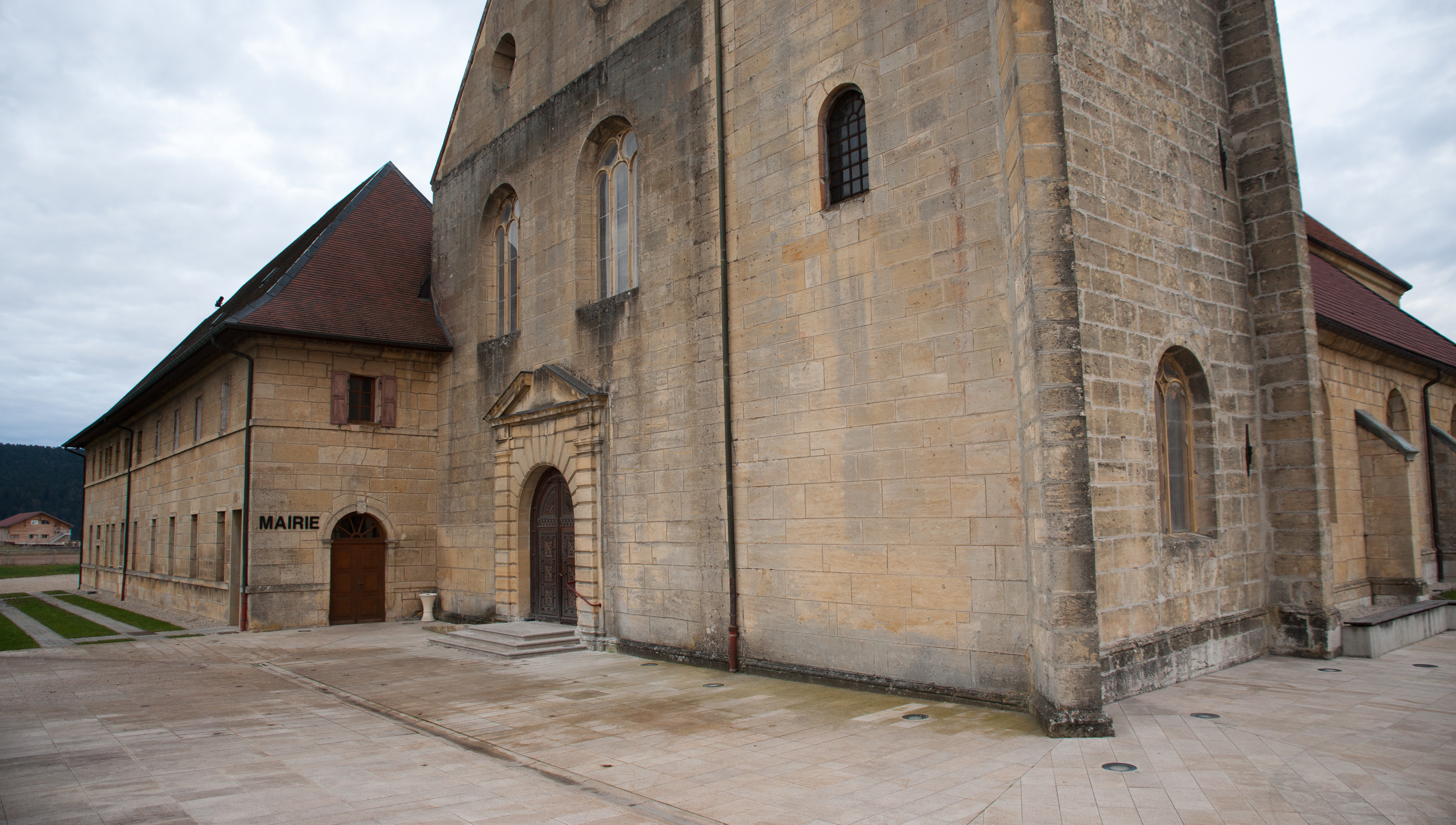
À gauche : ancien bâtiment conventuel, aujourd'hui mairie de Montlebon ; à droite : entrée de l'église et bas du clocher.

Le couvent a été construit au XVIIe siècle, pour des religieux de l'ordre des Minimes, qui ont reçu l'autorisation de s'installer en 1626. La date de fin des travaux n'est pas précisément connue. L'église du couvent est consacrée en 1686.
Les bâtiments conventuels et l'église sont actuellement (en 2013) affectés à l'usage de mairie et d'église paroissiale ; les bâtiments sont propriétés de la commune. Les façades et toitures des bâtiments conventuels ainsi que la chapelle font l'objet d'une inscription au titre des monuments historiques depuis le 30 octobre 1973. L'église paroissiale est sous le vocable de l'Assomption.

## Style
L'édifice est principalement de style roman, même si certaines parties de la chapelle sont de style gothique. 